# Arketyp
Arketyp (grekiska archetypos, av (αρχή) arche "början", "grund", "orsak" och typos "mönster", "förebild") är en ursprunglig text eller dokument, men kan också förstås som urbild, urtyp eller ett nedärvt sätt att tänka och känna. 

## Arketyp inom textkritik
Inom textkritik används arketyp som beteckning på den ursprungliga versionen av en text som förts vidare genom tradition i handskrifter. Ofta är originalet förlorat och kvar finns endast avskrifter av avskrifter i flera led. Dessa kan vara gjorda långt senare och vara manipulerade, och vara mer eller mindre olika.

## Arketyp inom psykologi

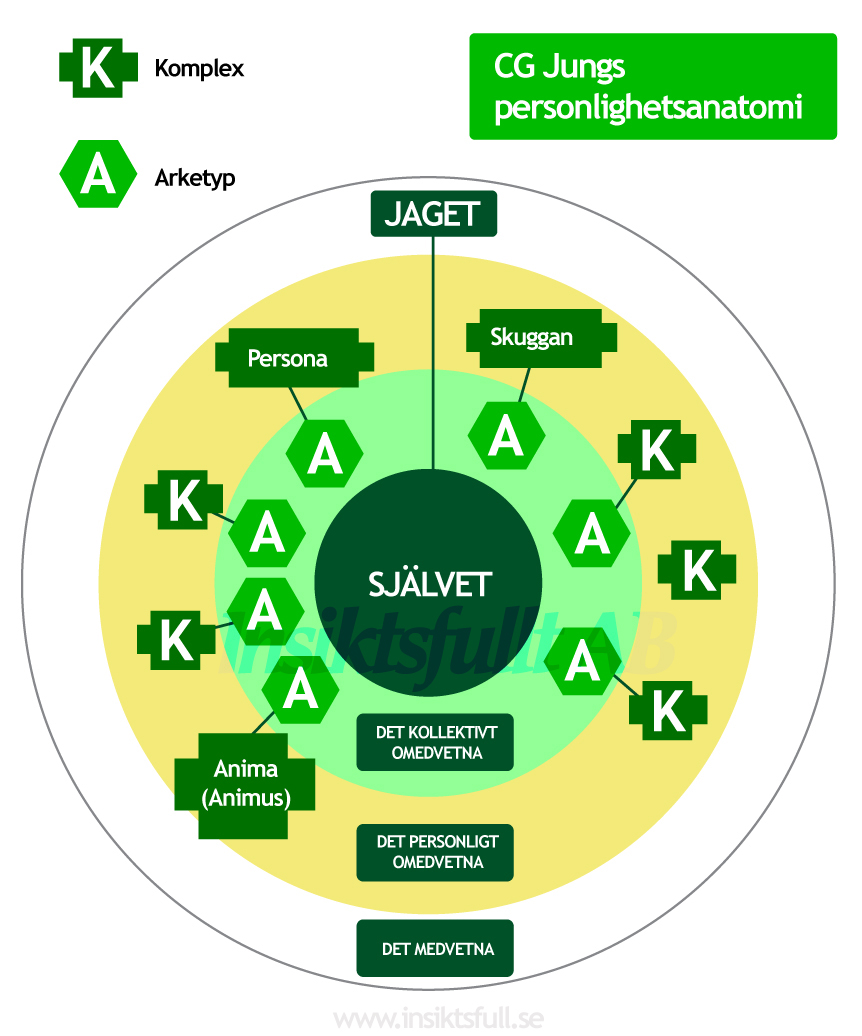
Jungs modell för psyket.

Inom analytisk psykologi har Carl Gustav Jung utvecklat begreppet arketyp som inneboende prototyper för idéer. Dessa kan påverka hur en person upplever och tolkar de fenomen som personen observerar. De minnen och tolkningar som i en persons psyke är nära förknippade med en arketyp kallar Jung komplex. Dessa kan ges namn som anknyter till den centrala arketypen, till exempel moderskomplex. Jung tycktes ofta se arketyper som en sorts psykologiska organ med för arten givna morfologiska egenskaper som utvecklats genom evolutionsprocesser.
Några representativa arketyper är "urmodern", "urfadern", "den gamle mannen", "den evige ynglingen". Dessa arketyper är "inbyggda" i människor från allehanda kulturer, och är enligt Jung en anledning till att man kan finna liknande sagor, folktro och legender hos oberoende kulturer. Komplexen å andra sidan gör arketypen på ett omedvetet och emotionellt sätt levande för oss. I överensstämmelse med vardagsspråk "att ha komplex" betyder att ha en skev uppfattning om sig själv, eftersom omständigheterna aktiverar någon arketyp. Några komplex som Jung avhandlade är skuggan, anima och animus.